# Erebia macedonica
Erebia macedonica är en fjärilsart som beskrevs av Buresch 1919. Erebia macedonica ingår i släktet Erebia och familjen praktfjärilar. Inga underarter finns listade i Catalogue of Life.